# B.O.C
B.O.C (forkortelse for 'Bomber over centrum', 'Bars of Crack', 'Bombs over Copenhagen' etc.) er en dansk rapgruppe bestående af rapperne Gilli, Kesi og Benny Jamz. Tidligere og til tider medlemmer af gruppen er også Noah Carter, Stat-Ez, Semih Automatisk og Kimbo.

## Diskografi
| Titel                                                  | Albumdetaljer                                         | Højeste placering | Certificering |
| Titel                                                  | Albumdetaljer                                         | Danmark           | Certificering |
| Mere end musik (Benny Jamz - Gilli - Kesi feat. B.O.C) | - Udgivet: 18. juni 2021 - Selskab: MXIII & disco:wax | 1                 | 4×Platin      |